# Calliopaea souleyeti
Calliopaea souleyeti is een slakkensoort uit de familie van de Limapontiidae. De wetenschappelijke naam van de soort is voor het eerst geldig gepubliceerd in 1846 door Vérany.